# Scooby-Doo
Scooby-Doo este o franciză americană de animație deținută de Warner Bros. Entertainment care cuprinde multe seriale animate de televiziune produse din 1969 până în prezent, precum și derivativele lor media. Scribii Joe Ruby și Ken Spears au creat serialul original, Scooby-Doo, unde ești tu!, la Hanna-Barbera Productions în 1969. Personajele (colectiv numite oficial „Mistere SRL” - en „Mystery, Inc.” - cu toate că nu a existat o referire la acest nume în seria originală) călătoresc într-o dubă numită „Mașina Misterelor” (en. „Mystery Machine”) și rezolvă mistere care de obicei conțin povești despre fantome, monștri mitici și alte forțe supranaturale. La sfârșitul fiecărui episod, forța supranaturală avea o explicație rațională (planuri diabolice care foloseau costume și efecte speciale pentru a speria sau a distrage atenția). Unele versiuni ulterioare au oferit variații asupra temei și explicației supranaturalului, precum și noi personaje, precum vărul și nepotul acestuia, pe lângă sau în locul unor personaje.
Scooby-Doo a fost inițial difuzat pe CBS din 1969 până în 1976, după care s-a mutat pe ABC. ABC a difuzat versiuni variate ale Scooby-Doo până când l-a anulat în 1985, și apoi a prezentat un spin-off cu personajele fiind copii intitulat Un cățel numit Scooby-Doo din 1988 până în 1991. Două seriale reboot au fost difuzate ca parte a  Kids' WB pe The WB și succesorul său The CW din 2002 până în 2008. Mai multe seriale reboot au fost produse pentru Cartoon Network începând din 2010 și continuând până în 2018. Reluări ale diferitelor seriale Scooby-Doo au fost difuzate frecvent pe Cartoon Network și pe Boomerang în Statele Unite și în alte țări. Serialul Scooby-Doo cel mai recent, Scooby-Doo și cine crezi tu?, și-a dat premiera pe 27 iulie 2019 ca un serial original pe serviciul de streaming al Boomerang și mai târziu pe HBO Max.
În 2013, TV Guide a clasat Scooby-Doo ca al cincilea cel mai bun desen animat televizat din toate timpurile.

## Despre serial
Cei patru tineri și Scooby Doo! (oficial numiți "Mistere SRL", cu toate cǎ nu se face referire la acest nume în seria originalǎ) se plimbǎ prin lume într-o mașină numită "The Mystery Machine"(rom. "Mașina Misterelor"), și rezolvă mistere legate de fantome și alte forțe supranaturale. La sfârșitul fiecǎrui episod, forțele supranaturale au explicații raționale, de obicei infractori în mǎști și costume, folosind efecte speciale pentru a speria și a distrage atenția. Versiunile mai târzii ale serialului conțin diferite variații ale supranaturalului, și include personaje ca vǎrul lui Scooby, Scooby-Dum și nepotul lui Scooby, Scrappy-Doo pe lângắ personajele originale, sau chiar în locul lor.
În anul 1968 un număr de organizații conduse de părinți, denumită Action for Children's Television sau ACT au organizat proteste vocale legate de prea multă violență în serialele de sâmbătă dimineața. Multe dintre aceste proteste s-au referit la producțiile Hanna-Barbera, Space Ghost și The Herculoids care au fost anulate în 1969 din cauza presiunilor celor de la ACT. Membri ai acestori organizații au urmărit Hanna-Barbera și alte studiouri de animație pentru a se asigura că noile desene vor fi sigure pentru copii. Fred Sliverman, director executiv în fruntea programelor pentru copii pentru cei de la canalul CBS la acea vreme caută un program care să revitalizeze emisiunile de Sâmbătă dimineața și el a organizat grupurile care au urmărit Hanna-Barbera și celelate studiori de animații. Rezultatul a fost, The Archie Show, bazat pe cartea cu glume pentru adolescenți a lui Bob Montana. Au avut succes și numerele muzicale The Archies difuzate în timpul fiecărui program (dintre care cel mai de succes a fost “Shugar , shugar”).
Silverman a vrut să-și extindă succesul și i-a contactat pe William Hanna și Joseph Barbera pentru a discuta posibilitatea creării unui alt show bazat pe un grup de adolescenți care cântă rock dar cu un element în plus: acești adolescenți să rezolve mistere în timpul liber. Silverman și-a imaginat noul show ca o încrucișare între emisiunea anilor 40’ I Love a Mystery radio serials și popularul show de la începutul anilor 60’, The Many Loves of Dobie Gillis. Hanna și Barbera au împărțit sarcina cu doi dintre cei mai buni scriitori ai lor, Joe Ruby și Ken Spears și cu designerul Iwao Takamoto. Conceptul original al noului lor show purta numele Mysteries Five (Cei cinci misterioși) și îi avea în prim-plan pe cinci adolescenți (Geoff, Mike, Kelly, Linda, și fratele Lindei "W.W.") și câinele lor Too Much (Prea Mult) care cânta și el în trupa intitulată  "The Mysteries Five" la niște tobe “bango”. Iar când cei cinci nu erau pe scenă, ei rezolvau mistere care includeau fantome și monștri. 
Ruby și Spears nu se puteau decide dacă Too Much să fie un câine mare și fricos sau un câine mic și fioros. Când cei doi s-au hotărât au ajuns la concluzia că Too Much să fie un câine danez amuzant. Ruby și Spears s-au temut că varianta unui câine danez va fi prea asemănătoare cu un alt personaj comic, Marmaduke, însă Barbera i-a asigurat că acest lucru nu se va întâmpla. Takamoto s-a dus la o colegă de studio care din întâmplare avea și o crescătorie de câini danezi și după ce s-a informat care sunt principiile de bază a acestui câine, Takamoto a început să încalce majoritatea caracteristicilor de bază și să-l creeze astfel pe Too Much cu picioare mai groase, bărbie dublă dar și alte modificări de acest gen. Pe când serialul a fost gata, Silverman a mai facut câteva schimbări: Geoff și Mike au devenit un singur personaj numit Ronnie (mai târziu avea să fie numit Fred), Kelly a fost redenumită Daphne, pe Linda are să o cheme Velma, iar Shaggy (fostul “W.W.”) nu mai este fratele ei.
De asemenea Silverman nu era încântat de numele Mysteries Five așa că l-a schimbat în Who's S-S- Scared? (Cine-i spe-spe-speriat?). Acum, Silverman a prezentat „Who's S-S- Scared?” celor de la postul CBS pentru sezonul 1969-1970 de desene de sâmbătă dimineața. Însă s-a constatat că desenele erau mult prea înfricoșătoare pentru copii așa că desenul a fost trimis înapoi pentru modificări. Ruby și Spears s-au chinuit să facă desenul mai comic și mai puțin înfricoșător. Astfel au renunțat la ideea trupei rock și s-au concentrat mai mult pe Shaggy și Too Much. Conform lui Ruby și Spears Silverman a fost inspirat de refrenul "doo-be- doo-be-doo" pe care l-a auzit la sfârșitul unui cântec așa că l-au redenumit pe Too Much in Scooby-Doo și au re-reschimbat numele show-ului în Scooby-Doo, Where Are You! Spectacolul proaspăt modificat a fost apoi retrimis celor de la CBS care au aprobat producția lui.
Scooby-Doo, Where Are You! Și-a făcut apariția pe postul American CBS sâmbătă în 13 septembrie 1969 cu primul său episod “What A Night For A Knight”. Vocile originale aparțin lui: Don Messick ca Scooby-Doo, Casey Kasem ca Shaggy, Frank Welker ca Fred, Nicole Jaffe ca Velma și Stefanianna Christopherson ca Daphne. În anul 1969 au fost create 17 episoade cu Scooby-Doo. Rolurile fiecărui personaj sunt puternic definite în fiecare episod al seriilor: Fred este liderul și detectivul determinat, Velma este cea inteligentă care analizează întotdeauna situația, Daphne este mai mult un pericol public și cea mai vulnerabilă, iar Shaggy și Scooby-Doo sunt o fire lașă, mai mult determinați de foame decât de dorința de a rezolva mistere. În versiunile mai noi fiecare personaj are ușoare schimbări de caracter cele mai vizibile sunt la Daphne care în seriile dintre 1990 și 2000 știe numeroase tipuri de karate și se poate apăra singură. Scenariul fiecarui episod este strict respectat și decurge în următoarea ordine: gașca dă accidental peste o creatură sau un monstru despre care apoi află ca terorizează împrejurimile de ceva timp. Aceștia își oferă ajutorul în a rezolva misterul și în timp ce caută suspecți și indicii, gașca (în special Sahggy și Scooby) dau peste monstrul căutat și sunt adesea urmăriți de acesta. Spre final când descoperă destule indicii pentru a se convinge că mostrul lor nu este un monstru adevărat decid să-l captureze cu o capcană pe care o inventează întotdeauna Fred. Apoi predau “monstrul” poliției și explică foarte clar cazul. Întotdeauna ultima replică a vinovatului este “Și aș fi scăpat dacă nu erați voi copii băgăcioși!” Scooby-Doo, Where Are You! A avut un mare succes pe CBS și aceștia au mai cerut o serie de episoade din care au făcut sezonul doi în anul 1970. Cele 8 episoade din 1970 erau ușor diferite față de cele din primul sezon prin faptul că acestea conțineau și mai multe scene de umor, piese muzicale pentru momentele în care gașca era urmărită de mostru dar și alte schimbări care au îmbunătățit fața serialului. În 1972 după 25 de ore și jumătate de episoade Scooby-Doo, producatorii au trecut la emisiuni de o oră și le-au numit The New Scooby-Doo Movies, fiecare episod având un invitat surpriză, printre aceștia s-au numărat: Harlem Globetrotters, the Three Stooges on Knotts, Sonny & Cher, Batman & Robin și Stan & Bran. În fiecare episod fiecare dintre ei a apărut de cel puțin 2 ori. După 2 sezoane și 24 de episoade în noul format în perioada 1972 -1974 spectacolul a mers pe reluări ale episoadelor originale până când Scooby-Doo s-a mutat pe postul ABC în 1976.

## Anii la postul ABC
Apariția lui Scrappy-Doo la seriile Scooby-Doo în anul 1979 va coincide cu o schimbare în formula episoadelor Scooby-Doo odată cu apariția show-ului Scooby-Doo and Scrappy-Doo Noi episoade în format de Scooby-Doo Where Are You! au fost create în următoarele 3 sezoane(1976-1977, 1977-1978, 1978-1979) în aceste episoade apare frecvent și vărul mai încet la minte al lui Scooby-Doo, Scooby-Dum. Episoadele Scooby Doo produse în această perioadă au fost puse împreună și creează “The Scooby-Doo Show”. În sezonul 1979-1980 apare un nou show intitulat Scooby-Doo and Scrappy-Doo în care apare și micul nepot al lui Scooby-Doo, Scrappy-Doo. Acest show reușește să readucă interesul în episoadele Scooby-Doo și datorită succesului producătorii au fost nevoiți să se concentreze asupra lui Scrappy-Doo și să-i lase în urmă pe Fred, Velma și Daphne. De asemenea noul show a adus schimbări la formatul episoadelor acesta având 3 episoade a câte 7 minute fiecare. O altă schimbare a fost că în aceste mini-episoade monștrii care în trecut s-au dovedit falși acum sunt reali. Daphne s-a reîntors pe “scenă” pentru noile episoade The All-New Scooby and Scrappy-Doo Show din anul 1983, în format de câte 2 episoade de 11 min. Această versiune a show-ului a durat 2 sezoane în cel de-al doilea purtând numele “The New Scooby-Doo Mysteries” în care Fred și Velma apăreau regulat. În anul 1985 a debutat serialul “The 13 Ghosts of Scooby-Doo”("Cele 13 fantome ale lui Scooby-Doo” care avea ca personaje principale pe Daphne, Shaggy, Scooby, Scrappy și Flim-Flam, dar și alte personaje. În această serie personajele călătoreau în jurul lumii pentru a prinde “cele mai rele spirite de pe fața pământului”. Primul episod din “The 13 Ghosts of Scooby-Doo” a fost difuzat în martie 1986. După această serie Hanna-Barbera a produs “A Pup named Scooby-Doo” ("Un cățel numit Scooby-Doo”) care a fost difuzat pe ABC în anul 1988. Acest show a fost un succes și a durat până în anul 1991.

## Personaje

Scooby-Doo și gașca în primul episod al serialului Scooby-Doo, unde ești tu! (1969-1970)

### Protagoniști
- Fred Jones
- Daphne Blake
- Velma Dinkley
- Shaggy Rogers
- Scooby-Doo

### Personaje secundare
- Scrappy-Doo
- Fetele Hex

## Filmografie

### Seriale
| Nr. | Titlul                                     | Anii de difuzare | Canalul original                                                         | Companiile de producție                                                                     | Nr. de episoade | Nr. de sezoane |
| --- | ------------------------------------------ | ---------------- | ------------------------------------------------------------------------ | ------------------------------------------------------------------------------------------- | --------------- | -------------- |
| 1   | Scooby-Doo, unde ești tu!                  | 1969–1970        | CBS (1969–1970) ABC (1978)                                               | Hanna-Barbera Productions                                                                   | 41              | 3              |
| 2   | Noile filme cu Scooby-Doo                  | 1972–1973        | CBS                                                                      | Hanna-Barbera Productions                                                                   | 24              | 2              |
| 3   | The Scooby-Doo Show                        | 1976–1978        | ABC                                                                      | Hanna-Barbera Productions                                                                   | 40              | 3              |
| 4   | Scooby-Doo și Scrappy-Doo (1979)           | 1979–1980        | ABC                                                                      | Hanna-Barbera Productions                                                                   | 16              | 1              |
| 5   | Scooby-Doo și Scrappy-Doo (1980)           | 1980–1982        | ABC                                                                      | Hanna-Barbera Productions                                                                   | 33              | 3              |
| 6   | Noile mistere cu Scooby-Doo                | 1983–1984        | ABC                                                                      | Hanna-Barbera Productions                                                                   | 26              | 2              |
| 7   | Cele 13 fantome ale lui Scooby-Doo         | 1985             | ABC                                                                      | Hanna-Barbera Productions                                                                   | 13              | 1              |
| 8   | Un cățel numit Scooby-Doo                  | 1988–1991        | ABC                                                                      | Hanna-Barbera Productions                                                                   | 27              | 4              |
| 9   | Ce e nou, Scooby-Doo?                      | 2002–2006        | Kids' WB (The WB)                                                        | Warner Bros. Animation                                                                      | 42              | 3              |
| 10  | Shaggy și Scooby-Doo fac echipă            | 2006–2008        | Kids' WB (The CW)                                                        | Warner Bros. Animation                                                                      | 26              | 2              |
| 11  | Scooby-Doo și echipa misterelor            | 2010–2013        | Cartoon Network                                                          | Warner Bros. Animation                                                                      | 52              | 2              |
| 12  | Fii tare, Scooby-Doo!                      | 2015–2018        | Cartoon Network (2015–2016) Boomerang (2017; 2018) Boomerang SVOD (2017) | Warner Bros. Animation                                                                      | 52              | 2              |
| 13  | Scooby-Doo și cine crezi tu?               | 2019–2021        | Boomerang (2019–2021) HBO Max (2021)                                     | Warner Bros. Animation                                                                      | 52              | 2              |
| 14  | Velma                                      | 2023–2024        | HBO Max (2023) Max (2024)                                                | Charlie Grandy Productions Kaling International 3 Arts Entertainment Warner Bros. Animation | 52              | 20             |
| 15  | Serial live action fără nume cu Scooby-Doo | VFA              | Netflix                                                                  | Berlanti Productions Midnight Radio Warner Bros. Television                                 | VFA             | VFA            |
| 16  | Go-Go Mystery Machine                      | VFA              | Cartoon Network                                                          | Warner Bros. Animation                                                                      | VFA             | VFA            |

### Apariții în alte seriale
| Titlul                                                      | Data difuzării     | Parte a serialului              |
| ----------------------------------------------------------- | ------------------ | ------------------------------- |
| "Everyone Hyde!"                                            | 11 septembrie 1976 | Dynomutt, Dog Wonder            |
| "What Now, Lowbrow?"                                        | 18 septembrie 1976 | Dynomutt, Dog Wonder            |
| "The Wizard of Ooze"                                        | 13 noiembrie 1976  | Dynomutt, Dog Wonder            |
| "Bravo Dooby-Doo"                                           | 21 august 1997     | Johnny Bravo                    |
| "Shaggy Busted"                                             | 7 iulie 2002       | Harvey Birdman, Attorney at Law |
| "Bat-Mite prezintă: cele mai bizare cazuri ale lui Batman!" | 1 aprilie 2011     | Batman: Neînfricat și cutezător |
| "Downton Shaggy"                                            | 12 august 2011     | MAD: Eroi de tot râsul          |
| "Scoobynatural"                                             | 29 martie 2018     | Supernatural                    |
| "O petrecere monstruoasă"                                   | 21 octombrie 2018  | OK K.O.! Să fim eroi!           |
| "Conflictul între găști"                                    | 4 octombrie 2019   | Haideți, Tineri Titani!         |
| "Deschidere"                                                | 23 septembrie 2023 | Haideți, Tineri Titani!         |
| "100 de ani aniversari Warner Bros"                         | 14 octombrie 2023  | Haideți, Tineri Titani!         |

### Speciale

#### Speciale televizate
| Nr. | Titlul                                      | Premiera          | Canalul         | Note                                                                                        |
| --- | ------------------------------------------- | ----------------- | --------------- | ------------------------------------------------------------------------------------------- |
| 1   | Scooby-Doo merge la Hollywood               | 23 decembrie 1979 | ABC             |                                                                                             |
| 2   | Scooby-Doo în spatele scenelor              | 24 octombrie 1998 | Cartoon Network |                                                                                             |
| 3   | Proiectul Scooby-Doo                        | 31 octombrie 1999 | Cartoon Network |                                                                                             |
| 4   | Scooby-Doo/Curaj, cățelul cel fricos        | octombrie 2000    | Cartoon Network | Difuzat în 16 părți în timpul maratonului Scooby-Doo/Courage the Cowardly Dog Scare-a-Thon. |
| 5   | Noaptea morților Doo                        | 31 octombrie 2001 | Cartoon Network |                                                                                             |
| 5   | Lego Scooby-Doo: Teroarea Cavalerului Negru | 25 noiembrie 2015 | Cartoon Network |                                                                                             |
| 6   | Scooby-Doo, unde ești tu acum!              | 29 octombrie 2021 | The CW          | Special live-action/animație.                                                               |
| 7   | Velma: This Halloween Needs To Be Special!  | 3 octombrie 2024  | Max             |                                                                                             |

#### Speciale direct-to-video
| Nr. | Titlul                               | Premiera           | Regia          | Scenariști                                                             | Producători |
| --- | ------------------------------------ | ------------------ | -------------- | ---------------------------------------------------------------------- | ----------- |
| 1   | Scooby-Doo! Jocurile fantomelor      | 17 iulie 2012      | Curt Geda      | Mark Banker                                                            | Victor Cook |
| 2   | Scooby-Doo! Sărbători bântuite       | 16 octombrie 2012  | Victor Cook    | Michael F. Ryan                                                        | Victor Cook |
| 3   | Scooby-Doo! Și sperietoarea de ciori | 10 septembrie 2013 | Michael Goguen | Povestea de: Paul Dini și Misty Lee Teleplay de: Len Uhley             | Victor Cook |
| 4   | Scooby-Doo! Robotul                  | 24 septembrie 2013 | Michael Goguen | Rick Copp                                                              | Victor Cook |
| 5   | Scooby-Doo! Câmpul țipetelor         | 13 mai 2014        | Victor Cook    | Erin Maher și Kathryn Reindl                                           | Victor Cook |
| 6   | Scooby-Doo! Bestia de pe plajă       | 5 mai 2015         | Victor Cook    | Povestea de: Doug Landale și Candie Langdale Teleplay de: Doug Landale | Victor Cook |

### Filme

#### Filme animate televizate
| Nr. | Titlul                               | Premiera          | Regia                             | Scenariști    | Producători                       | Canal     |
| --- | ------------------------------------ | ----------------- | --------------------------------- | ------------- | --------------------------------- | --------- |
| 1   | Scooby-Doo îi cunoaște pe frații Boo | 18 octombrie 1987 | Paul Sommer și Carl Urbano        | Jim Ryan      | Kay Wright                        | Sindicare |
| 2   | Scooby-Doo și Școala de Vampiri      | 16 octombrie 1988 | Charles A. Nichols                | Glenn Leopold | Bob Hathcock și Berny Wolf        | Sindicare |
| 3   | Scooby-Doo și Vârcolacii Potrivnici  | 13 noiembrie 1988 | Ray Patterson                     | Jim Ryan      | Berny Wolf                        | Sindicare |
| 4   | Scooby-Doo în Nopțile Arabe          | 3 septembrie 1994 | Jun Falkenstein și Joanna Remorsa | Gordon Kent   | Jun Falkenstein și Joanna Remorsa | Sindicare |

#### Filme animate direct-to-video
| Nr. | Titlul                                                             | Premiera           | Regia                                         | Scenariști | Producători                                                  |
| --- | ------------------------------------------------------------------ | ------------------ | --------------------------------------------- | --- | ------------------------------------------------------------ |
| 1   | Scooby-Doo pe Insula Zombie                                        | 22 septembrie 1998 | Jim Stenstrum                                 | Povestea de: Glenn Leopold și Davis Doi Scenariul de: Glenn Leopold                                           | Cos Anzilotti                                                |
| 2   | Scooby-Doo și Fantoma Vrăjitoarei                                  | 5 octombrie 1999   | Jim Stenstrum                                 | Rick Copp, David A. Goodman, Glenn Leopold și Davis Doi                                                       | Cos Anzilotti                                                |
| 3   | Scooby-Doo și Invadatorii Extratereștri                            | 3 octombrie 2000   | Jim Stenstrum                                 | Povestea de: Davis Doi și Glenn Leopold Scenariul de: Davis Doi și Lance Falk                                 | N/A                                                          |
| 4   | Scooby-Doo și Vânătoarea de Viruși                                 | 9 octombrie 2001   | Jim Stenstrum                                 | Mark Turosz                                                                                                   | N/A                                                          |
| 5   | Scooby-Doo și Legenda Vampirului                                   | 4 martie 2003      | Scott Jeralds                                 | Mark Turosz                                                                                                   | Margaret M. Dean și Kathryn Page                             |
| 6   | Scooby-Doo și Monstrul din Mexic                                   | 30 septembrie 2003 | Scott Jeralds                                 | Douglas Wood                                                                                                  | Margaret M. Dean și Scott Jeralds                            |
| 7   | Scooby-Doo și Monstrul din Loch Ness                               | 22 iunie 2004      | Scott Jeralds și Joe Sichta                   | Povestea de: Joe Sichta Scenariul de: George Doty IV, Ed Scarlach și Mark Turosz                              | Margaret M. Dean și Joe Sichta                               |
| 8   | Aloha, Scooby-Doo!                                                 | 8 februarie 2005   | Tim Maltby                                    | Temple Matthews                                                                                               | Margaret M. Dean și Tim Maltby                               |
| 9   | Scooby-Doo în Unde e Mumia mea?                                    | 13 decembrie 2005  | Joe Sichta                                    | Povestea de: Catherine Trillo și Thommy Wojciechowski Scenariul de: George Doty IV, Ed Scarlach și Joe Sichta | Margaret M. Dean și Joe Sichta                               |
| 10  | Scooby-Doo și Pirații Ahoy                                         | 19 septembrie 2006 | Chuck Sheetz                                  | Margaret M. Dean, Jed Elinoff și Scott Thomas                                                                 | Margaret M. Dean și Chuck Sheetz                             |
| 11  | Răcorește-te, Scooby-Doo!                                          | 4 septembrie 2007  | Joe Sichta                                    | Adam Scheinman și Joe Sichta                                                                                  | Margaret M. Dean și Joe Sichta                               |
| 12  | Scooby-Doo și Regele Spiridușilor                                  | 23 septembrie 2008 | Joe Sichta                                    | Joe Sichta | Joe Sichta                                                   |
| 13  | Scooby-Doo și Sabia Samuraiului                                    | 7 aprilie 2009     | Christopher Berkeley                          | Joe Sichta | Joe Sichta                                                   |
| 14  | Scooby-Doo! Abracadabra-Doo                                        | 16 februarie 2010  | Spike Brandt și Tony Cervone                  | Povestea de: Alan Burnett Scenariul de: Alan Burnett, Paul Dini și Misty Lee                                  | Spike Brandt și Tony Cervone                                 |
| 15  | Scooby-Doo și Coșmarul din Tabăra de Vară                          | 14 septembrie 2010 | Ethan Spaulding                               | Jed Elinoff și Scott Thomas                                                                                   | Spike Brandt și Tony Cervone                                 |
| 16  | Scooby-Doo! Legenda Fantozaurului                                  | 6 septembrie 2011  | Ethan Spaulding                               | Doug Landale                                                                                                  | Spike Brandt și Tony Cervone                                 |
| 17  | Scooby-Doo! Muzica Vampirului                                      | 13 martie 2012     | David Block                                   | Tom Sheppard                                                                                                  | Spike Brandt și Tony Cervone                                 |
| 18  | Scooby-Doo! Sub Cupola Circului                                    | 9 octombrie 2012   | Ben Jones                                     | Doug Landale                                                                                                  | Spike Brandt și Tony Cervone                                 |
| 19  | Scooby-Doo! Masca Șoimului Albastru                                | 26 februarie 2013  | Michael Goguen                                | Marly Halpern-Graser și Michael Ryan                                                                          | James Tucker                                                 |
| 20  | Scooby-Doo Aventuri! Harta Misterelor                              | 23 iulie 2013      | Jomac Noph                                    | Tosh E. Maab                                                                                                  | David Rudman și Adam Rudman                                  |
| 21  | Scooby-Doo! Frică de Scenă                                         | 20 august 2013     | Victor Cook                                   | Doug Landale și Candie Langdale                                                                               | Victor Cook                                                  |
| 22  | Scooby-Doo și Misterul din WrestleMania                            | 25 martie 2014     | Brandon Vietti                                | Michael Ryan                                                                                                  | Brandon Vietti                                               |
| 23  | Scooby-Doo! Frankensperie                                          | 19 august 2014     | Paul McEvoy                                   | Jim Krieg | Paul McEvoy                                                  |
| 24  | Scooby-Doo! Monstrul din Lună                                      | 17 februarie 2015  | Paul McEvoy                                   | Mark Banker                                                                                                   | Paul McEvoy                                                  |
| 25  | Scooby-Doo și Kiss: Misterul Rock and Roll                         | 21 iulie 2015      | Spike Brandt și Tony Cervone                  | Povestea de: Jim Krieg și Kevin Shinick Teleplay de: Kevin Shinick                                            | Spike Brandt și Tony Cervone                                 |
| 26  | Lego: Scooby-Doo și Hollywood-ul Bântuit                           | 10 mai 2016        | Rick Morales                                  | Povestea de: Heath Corson și Duane Capizzi Teleplay de: Jim Krieg                                             | Rick Morales                                                 |
| 27  | Scooby-Doo și Blestemul Demonului Vitezei                          | 9 august 2016      | Tim Divar                                     | Povestea de: Matt Wayne Teleplay de: Ernie Altbacker                                                          | Brandon Vietti                                               |
| 28  | Scooby-Doo! Duelul lui Shaggy                                      | 14 februarie 2017  | Matt Peters                                   | Candie Kelty Langdale și Doug Langdale                                                                        | Brandon Vietti                                               |
| 29  | Lego Scooby-Doo! Petrecerea de pe Plajă                            | 25 iulie 2017      | Ethan Spaulding                               | Emily Brundige și Aaron Preacher                                                                              | Rick Morales                                                 |
| 30  | Scooby-Doo! Batman: Cel Viteaz și cel Înțelept                     | 9 ianuarie 2018    | Jake Castorena                                | Povestea de: James Tucker Teleplay de: Paul Giaccopo                                                          | Michael Jelenic                                              |
| 31  | Scooby-Doo! și Fantoma Gurmandă                                    | 11 septembrie 2018 | Doug Murphy                                   | Tim Sheridan                                                                                                  | Curt Geda                                                    |
| 32  | Scooby-Doo! Blestemul Celei de-a 13-a Fantome                      | 5 februarie 2019   | Cecilia Aranovich Hamilton                    | Tim Sheridan                                                                                                  | Jennifer Coyle și Amy McKenna                                |
| 33  | Scooby-Doo! Întoarcerea la Insula Zombie                           | 1 octombrie 2019   | Cecilia Aranovich Hamilton și Ethan Spaulding | Jeremy Adams                                                                                                  | Rick Morales și Amy McKenna                                  |
| 34  | Happy Halloween, Scooby-Doo!                                       | 6 octombrie 2020   | Maxwell Atoms                                 | Maxwell Atoms                                                                                                 | Maxwell Atoms                                                |
| 35  | Scooby-Doo! The Sword and the Scoob                                | 23 februarie 2021  | Maxwell Atoms, Christina Sotta și Mel Zwyer   | Povestea de: Jeremy Adams Teleplay de: Jeremy Adams și Maxwell Atoms                                          | Maxwell Atoms, Spike Brandt, Jim Krieg și Colin A.B.V. Lewis |
| 36  | Straight Outta Nowhere: Scooby-Doo! Meets Courage the Cowardly Dog | 27 septembrie 2021 | Cecilia Aranovich Hamilton                    | Mike Ryan | Cecilia Aranovich Hamilton                                   |
| 37  | Trick or Treat Scooby-Doo!                                         | 4 octombrie 2022   | Audie Harrison                                | Teleplay de: Audie Harrison & Laura Pollack și Daniel McLellan Povestea de: Audie Harrison și Daniel McLellan | N/A                                                          |
| 38  | Scooby-Doo! and Krypto, Too!                                       | 26 septembrie 2023 | Cecilia Aranovich Hamilton                    | T.K. O'Brian                                                                                                  | Rick Morales și Jim Krieg                                    |

#### Filme animate cinematografice
| Nr. | Titlul                              | Premiera    | Regia        | Scenariști                                                     | Povestea de                                        | Producători                 |
| --- | ----------------------------------- | ----------- | ------------ | -------------------------------------------------------------- | -------------------------------------------------- | --------------------------- |
| 1   | Scooby-Doo! Mistere cu cap și coadă | 15 mai 2020 | Tony Cervone | Adam Sztykiel, Jack Donaldson, Derek Elliott și Matt Lieberman | Matt Lieberman, Eyal Podell și Jonathon E. Stewart | Pam Coats și Allison Abbate |

### Filme live-action

#### Filme live-action cinematografice
| Nr. | Titlul                             | Premiera       | Regia        | Scenariști | Povestea de                | Producători                     |
| --- | ---------------------------------- | -------------- | ------------ | ---------- | -------------------------- | ------------------------------- |
| 1   | Scooby-Doo                         | 14 iunie 2002  | Raja Gosnell | James Gunn | Craig Titley și James Gunn | Charles Roven și Richard Suckle |
| 2   | Scooby-Doo 2: Monștrii dezlănțuiți | 26 martie 2004 | Raja Gosnell | James Gunn | James Gunn                 | Charles Roven și Richard Suckle |

#### Filme live-action de televiziune
| Nr. | Titlul                                   | Premiera           | Regia        | Scenariști                       | Producători                   | Canal           |
| --- | ---------------------------------------- | ------------------ | ------------ | -------------------------------- | ----------------------------- | --------------- |
| 1   | Scooby-Doo: Începutul misterului         | 13 septembrie 2009 | Brian Levant | Daniel Altiere și Steven Altiere | Brian Gilbert și Brian Levant | Cartoon Network |
| 2   | Scooby-Doo: Blestemul monstrului lacului | 16 octombrie 2010  | Brian Levant | Daniel Altiere și Steven Altiere | Brian Gilbert și Brian Levant | Cartoon Network |

#### Filme live-action direct-pe-video
| Nr. | Titlul          | Premiera    | Regia         | Scenariști                  | Producători                                                             |
| --- | --------------- | ----------- | ------------- | --------------------------- | ----------------------------------------------------------------------- |
| 1   | Daphne și Velma | 22 mai 2018 | Suzi Yoonessi | Kyle Mack și Caitlin Meares | Ashley Tisdale, Jennifer Tisdale, Amy Kim, Jaime Burke și Suzi Yoonessi |

### ScurtmetrajeScooby-Doo

#### Lego Scooby-Doo
|            |    |                                  |  |  |
| 30.07.2015 | 01 | Scooby-Doo and the Tag-Sale Clue |  |  |
| 11.08.2015 | 02 | Donuts Save the Day              |  |  |
| 19.08.2015 | 03 | Doorway Debacle                  |  |  |
| 26.08.2015 | 04 | Ghoul on Wheels                  |  |  |
| 02.09.2015 | 5  | The Getaway                      |  |  |
| 09.09.2015 | 6  | Creaky Creep Out                 |  |  |
| 15.09.2015 | 7  | Impossible Imposters             |  |  |
| 21.10.2015 | 8  | Trick and Treat                  |  |  |
| 08.03.2016 | 9  | Mystery Machine Mash-Up          |  |  |
| 15.03.2016 | 10 | Lighthouse Lunch Break           |  |  |
| 22.03.2016 | 11 | Scary Sleepover                  |  |  |
| 29.03.2016 | 12 | Nice Ride                        |  |  |
| 05.04.2016 | 13 | If You Build It, Pizza Will Come |  |  |
| 12.04.2016 | 14 | Mummy Museum Mystery             |  |  |
| 19.04.2016 | 15 | Danger Prone Daphne              |  |  |
| 26.04.2016 | 16 | Wicked Warehouse Pursuit         |  |  |

#### Promo Scooby-Doo
- Scooby-Dooby-Doo! (29 septembrie 2015)

#### Scooby-Doo! Mystery Cases
| Premiera   | N/o | Titlu                                   |
| ---------- | --- | --------------------------------------- |
| 25.01.2018 | 01  | The Case Of The Scooby Snack Specter    |
| 01.02.2018 | 02  | The Case Of The Swamp Picnic Showdown   |
| 08.02.2018 | 03  | The Case Of The Speed Vampire           |
| 25.02.2018 | 04  | The Case Of The Monster Birthday        |
| 22.02.2018 | 05  | The Case Of The Party Mayhem            |
| 01.03.2018 | 06  | The Case Of The Ghost In The Theater    |
| 29.09.2018 | 07  | The Case Of The Bad Science Ghost       |
| 05.10.2018 | 08  | The Case Of The Vanishing Van           |
| 12.10.2018 | 08  | The Case Of The Beach Pirate Bonanza    |
| 19.10.2018 | 09  | The Case Of The Very Spooky Cave        |
| 26.10.2018 | 09  | The Case Of Frankenstein's Monster      |
| 02.11.2018 | 10  | The Case Of The Gift Grabber            |
| 09.11.2018 | 11  | The Case Of The Problematic Pumpkin Pie |

#### Scooby-Doo! Mini-Mysteries
| Premiera   | N/o | Titlu                    |
| ---------- | --- | ------------------------ |
| 15.02.2019 | 01  | Ice To Meet You          |
| 05.04.2019 | 02  | Cotton Candy Chaos       |
| 23.08.2019 | 03  | Beware the Barbecue Bash |

#### Scooby-Doo! Playmobil Mini Mysteries
| Premiera   | N/o | Titlu       |
| ---------- | --- | ----------- |
| 24.01.2020 | 01  | Big Screen  |
| 31.01.2020 | 02  | The Line Up |

### Jocuri video
| Nr. | Titlu | Editor / Dezvoltator                                           | Platforma                                                | An   |
| --- | --- | -------------------------------------------------------------- | -------------------------------------------------------- | ---- |
| 1   | Scooby-Doo's Maze Chase | Mattel Electronics                                             | Intellivision                                            | 1983 |
| 2   | Scooby-Doo | Elite Systems Gargoyle Games                                   | ZX Spectrum Commodore 64                                 | 1986 |
| 3   | Scooby-Doo and Scrappy-Doo | Hi-Tec Software PAL Developments                               | Amiga Amstrad CPC Atari ST Commodore 64 ZX Spectrum      | 1991 |
| 4   | Scooby-Doo Mystery | Sunsoft Acclaim Entertainment                                  | Super Nintendo Entertainment System Sega Genesis         | 1995 |
| 5   | Scooby-Doo! Mystery of the Fun Park Phantom | Engineering Animation, Inc. SouthPeak Games                    | Microsoft Windows                                        | 1999 |
| 6   | Scooby-Doo! Mystery Adventures: Scooby-Doo: Showdown in Ghost Town, Scooby-Doo: Phantom of the Knight și Scooby-Doo: Jinx at the Sphinx                                                      | The Learning Company                                           | Microsoft Windows                                        | 2000 |
| 7   | Scooby-Doo! Classic Creep Capers | THQ                                                            | Nintendo 64 Game Boy Color                               | 2000 |
| 8   | Scooby-Doo and the Cyber Chase | THQ                                                            | PlayStation Game Boy Advance                             | 2001 |
| 9   | Scooby-Doo (bazat pe filmul din 2002) | THQ                                                            | Game Boy Advance                                         | 2002 |
| 10  | Scooby-Doo! Night of 100 Frights | THQ                                                            | GameCube PlayStation 2 Xbox                              | 2002 |
| 11  | Scooby-Doo Case Files: Scooby-Doo Case File Number 1: The Glowing Bug Man, Scooby-Doo Case File Number 2: The Scary Stone Dragon și Scooby-Doo Case File Number 3: Frights, Camera, Mystery! | The Learning Company                                           | Microsoft Windows                                        | 2002 |
| 12  | Scooby-Doo! Mystery Mayhem | A2M THQ                                                        | Game Boy Advance GameCube PlayStation 2 Xbox             | 2003 |
| 13  | Scooby-Doo 2: Monsters Unleashed (bazat pe filmul din 2004) | THQ                                                            | Game Boy Advance Microsoft Windows                       | 2004 |
| 14  | Scooby-Doo! Unmasked | THQ                                                            | Nintendo DS Game Boy Advance GameCube PlayStation 2 Xbox | 2005 |
| 15  | Scooby-Doo! Who's Watching Who? | THQ Microsoft                                                  | Nintendo DS PSP                                          | 2006 |
| 16  | Scooby-Doo! First Frights | Torus Games Warner Bros. Interactive Entertainment             | Wii Nintendo DS PlayStation 2 Microsoft Windows          | 2009 |
| 17  | Scooby-Doo! and the Spooky Swamp | Torus Games Warner Bros. Interactive Entertainment             | Wii Nintendo DS PlayStation 2 Microsoft Windows          | 2010 |
| 18  | Scooby-Doo and Looney Tunes Cartoon Universe: Adventure | Warner Bros. Interactive Entertainment WayForward Technologies | Nintendo 3DS                                             | 2014 |
| 19  | My Friend Scooby-Doo! | Warner Bros. Interactive Entertainment                         | iOS, Android                                             | 2015 |
| 20  | Scooby-Doo! Mystery Cases | Warner Bros. Interactive Entertainment                         | iOS, Android                                             | 2018 |

### Jocuri pe DVD
- Scooby-Doo! Mystery at the Snack Factory (1 septembrie 2004)
- Scooby-Doo! Funland Frenzy (30 iunie 2005)
- Scooby-Doo! Ancient Adventure (12 iunie 2006)
- Scooby-Doo! A Night of Fright is No Delight (21 mai 2007)
- Scooby-Doo DVD Board Game (1 iulie 2007)
- Scooby-Doo! Lost Island Adventure (10 octombrie 2007)
- Scooby-Doo! Funland of Freaky Frights (11 noiembrie 2008)

### Proiecte nelansate
| Tip    | Titlu                                | Status      | Anulare |
| ------ | ------------------------------------ | ----------- | ------- |
| Film   | Scoob!: Holiday Haunt                | Completat   | 2022    |
| Film   | Scooby-Doo and the Haunted High Rise | Necompletat | 2023    |
| Serial | Scooby-Doo! And the Mystery Pups     | Completat   | 2023    |

## Legături externe
- Materiale media legate de Scooby Doo la Wikimedia Commons
- Site oficial Warner Bros.
- Jocuri cu Scooby-Doo